# Inverkip
Inverkip, schottisch-gälisch: Inbhir Chip, ist eine Ortschaft in der schottischen Council Area Inverclyde.

## Geschichte
Die Geschichte von Inverkip ist eng mit den Ländereien von Ardgowan verknüpft, welche der schottische König Robert III. seinem unehelichen Sohn John Stuart im Jahre 1403 zusprach. Im 15. Jahrhundert entstand dort das Tower House Ardgowan Castle. Im Jahre 1801 wurde das Herrenhaus Ardgowan House der Shaw-Stuart-Baronets fertiggestellt. Dieses ist heute als Denkmal in der höchsten Denkmalkategorie A gelistet.
Im Jahre 1861 zählte Inverkip 449 Einwohner. Nachdem die Einwohnerzahl in den folgenden einhundert Jahren auf 504 anstieg, verzeichnete Inverkip in der zweiten Hälfte des 20. Jahrhunderts einen stärkeren Bevölkerungszuwachs. Die Einwohnerzahl wuchs über 905 im Jahre 1981 und 1598 im Jahre 2001. Im Rahmen des Zensus 2011 wurde eine Einwohnerzahl von 3058 bestimmt.

## Geographie
Die Ortschaft liegt im Westen von Inverclyde am Südufer des Firth of Clyde gegenüber der Halbinsel Cowal und ist der Hauptort des gleichnamigen Parishs. Sie liegt etwa sieben Kilometer südwestlich von Greenock und 36 Kilometer westlich von Glasgow. In Inverkip mündet der Bach Kip in den Firth of Clyde, woher sich auch der Name Inverkips (Inbhir Chip bedeutet „Mündung des Kip“) herleitet. Die nächstgelegenen Ortschaften sind Wemyss Bay im Süden und Greenock im Nordosten.

## Verkehr
Inverkip ist an der A78 gelegen, die von der A8 in Greenock entlang der Küste bis nach Prestwick im Süden führt. In den 1860er Jahren wurde die Ortschaft mit einem eigenen Bahnhof an das Eisenbahnnetz angeschlossen. Dieser wurde zunächst von der Greenock and Wemyss Bay Railway der Caledonian Railway bedient. Heute halten Züge auf der Inverclyde Line in Inverkip. Mit dem Flughafen Glasgow liegt ein internationaler Flughafen in 30 Kilometer Entfernung.